# Polmer
Polmér (tudi pôlmér in pólmér) ali rádij krožnice (kroga) ali sfere (krogle je v klasični geometriji poljubna daljica od središča do oboda kroga ali površine sfere, v modernejši rabi pa tudi dolžina daljice (razdalja). V znanosti in tehniki se izraz polmer ukrivljenosti pogosto rabi kot sopomenka za polmer.
Polmer ima lahko za različne geometrijske figure tudi več specifičnih definicij, kot na primer za elipso.
Ime radij je tujka, prevzeta prek nemške besede Radius, ta pa izhaja iz latinske besede radius, kar pomeni polmer, (sončni) žarek, pa tudi napero (špico) kolesa voza, merilna palica. Izraz se prvič sreča leta 1569 pri francoskem znanstveniku Petrusu Ramusu, nekoliko kasneje pri Françoisu Viètu, splošno sprejet pa je postal šele konec 17. stoletja.
Tipična okrajšava in ime matematične spremenljivke za polmer je {\displaystyle r\!\,} ali {\displaystyle R\!\,}. Z razširitvijo je premer {\displaystyle d\!\,} ali {\displaystyle D\!\,} opredeljen kot dvakratni polmer:
{\displaystyle d\doteq 2r\quad \Rightarrow \quad r={\frac {d}{2}}\!\,.}
Če objekt nima središča, se izraz lahko nanaša na polmer njegove očrtane krožnice ali očrtane sfere. V obeh primerih je lahko polmer večji od polovice premera, ki je običajno opredeljen kot največja razdalja med poljubnima točkama figure. Polmer včrtane krožnice geometrijske figure je običajno polmer največje krožnice kroga ali sfere, ki jo vsebuje. Notranji polmer obroča, cevi ali drugega votlega objekta je polmer njegove votline.
Za pravilne mnogokotnike je polmer enak polmeru njegove očrtane krožnice. Polmer pravilnemu mnogokotniku včrtane krožnice se imenuje tudi apotema.
V teoriji grafov je polmer grafa minimum vseh točk {\displaystyle u\!\,} največje razdalje od {\displaystyle u\!\,} do poljubne druge točke grafa.

## Formule
Pri mnogih geometrijskih figurah ima polmer dobro definirano razmerje z drugimi merami figure.

### Krožnica in krog
Polmer krožnice (kroga) z obsegom {\displaystyle o\!\,} je:
{\displaystyle r={\frac {o}{2\pi }}\!\,.}
Polmer kroga s ploščino {\displaystyle p\!\,} je:
{\displaystyle r={\sqrt {\frac {p}{\pi }}}\!\,.}
Polmer krožnice, ki poteka skozi tri nekolinearne točke {\displaystyle P_{1}\!\,}, {\displaystyle P_{2}\!\,} in {\displaystyle P_{3}\!\,}, je podan z izrazom:
{\displaystyle r={\frac {|{\vec {OP_{1}}}-{\vec {OP_{3}}}|}{2\sin \theta }}\!\,,}
kjer je {\displaystyle \theta \!\,} kot {\displaystyle \angle P_{1}P_{2}P_{3}\!\,}. Ta formula uporablja sinusni izrek. Če so tri točke podane s svojimi koordinatami {\displaystyle (x_{1},y_{1})\!\,}, {\displaystyle (x_{2},y_{2})\!\,} in {\displaystyle (x_{3},y_{3})\!\,}, se lahko polmer izrazi kot:
{\displaystyle r={\frac {\sqrt {{\bigl (}(x_{2}-x_{1})^{2}+(y_{2}-y_{1})^{2}{\bigr )}{\bigl (}(x_{2}-x_{3})^{2}+(y_{2}-y_{3})^{2}{\bigr )}{\bigl (}(x_{3}-x_{1})^{2}+(y_{3}-y_{1})^{2}{\bigr )}}}{2{\bigl |}x_{1}y_{2}+x_{2}y_{3}+x_{3}y_{1}-x_{1}y_{3}-x_{2}y_{1}-x_{3}y_{2}{\bigr |}}}\!\,.}

### Elipsa
Za elipso se lahko opredeli več pojmov polmera, pojmov, ki vračajo klasični polmer v primeru krožnice.
- velika polos elipse {\displaystyle a\!\,} se interpretira kot polmer elipsi očrtane krožnice ali glavne krožnice, in mala polos kot polmer elipsi včrtane krožnice ali sekundarne krožnice. Kot povprečni polmer se lahko definira aritmetična sredina teh dveh polmerov:

{\displaystyle r_{1}={\frac {a+b}{2}}\!\,.}
- površinski polmer je polmer kroga s površino, enako površini elipse. Enak je kvadratnemu korenu produkta obeh polosi elipse:

{\displaystyle r_{2}={\sqrt {ab}}=a{\sqrt[{4}]{1-e^{2}}}\!\,,}
kjer je {\displaystyle e\!\,} izsrednost elipse. To je torej geometrična sredina obeh njenih polosi.
- še en izjemen polmer elipse je povprečna razdalja od točke, ki se giblje po elipsi s konstantno hitrostjo, do gorišča te elipse. Ta polmer, ki je po definiciji enak:

{\displaystyle r_{3}={\frac {\int _{0}^{2\pi }{\sqrt {(a(\cos E-e)^{2}+b^{2}\sin ^{2}E}}\,{\sqrt {a^{2}\sin ^{2}E+b^{2}\cos ^{2}E}}\operatorname {d} \!E}{\int _{0}^{2\pi }{\sqrt {a^{2}\sin ^{2}E+b^{2}\cos ^{2}E}}\operatorname {d} \!E}}\!\,,}
se poenostavi na vrednost velike polosi {\displaystyle r_{3}=a\!\,}.
- povprečna razdalja od točke, ki se giblje po elipsi s konstantno hitrostjo, do središča te elipse:

{\displaystyle r_{4}={\frac {\int _{0}^{2\pi }{{\sqrt {a^{2}\cos ^{2}E+b^{2}\sin ^{2}E}}\,{\sqrt {a^{2}\sin ^{2}E+b^{2}\cos ^{2}E}}\operatorname {d} \!E}}{\int _{0}^{2\pi }{{\sqrt {a^{2}\sin ^{2}E+b^{2}\cos ^{2}E}}\operatorname {d} \!E}}}\!\,.}
Izraz ne daje enostavne vrednosti.
- povprečna razdalja do središča elipse pri konstantni hitrosti ekscentrične anomalije {\displaystyle E\!\,}:

{\displaystyle r_{5}={\frac {1}{2\pi }}{\int _{0}^{2\pi }{{\sqrt {a^{2}\cos ^{2}E+b^{2}\sin ^{2}E}}\operatorname {d} \!E}}\!\,}
je enaka {\displaystyle {\frac {o}{2\pi }}\!\,}, kjer je {\displaystyle o\!\,} obseg elipse. To je torej polmer krožnice z obsegom, enakim polmeru elipse.
- lahko se upošteva tudi standardni odklon razdalje med dvema točkama znotraj elipse:

{\displaystyle {\sqrt {\frac {\iint (M_{1}M_{2})^{2}\operatorname {d} \!M_{1}\operatorname {d} \!M_{2}}{\iint \operatorname {d} \!M_{1}\operatorname {d} \!M_{2}}}}\!\,,}
ali:
{\displaystyle {\sqrt {\frac {\int _{0}^{1}\int _{0}^{1}\int _{0}^{2\pi }\int _{0}^{2\pi }((ar_{1}\cos E_{1}-br_{2}\cos E_{2})^{2}+(ar_{1}\cos E_{1}-br_{2}\cos E_{2})^{2})r_{1}r_{2}\operatorname {d} \!r_{1}\operatorname {d} \!r_{2}\operatorname {d} \!E_{1}\operatorname {d} \!E_{2}}{\int _{0}^{1}\int _{0}^{1}\int _{0}^{2\pi }\int _{0}^{2\pi }r_{1}r_{2}\operatorname {d} \!r_{1}\operatorname {d} \!r_{2}\operatorname {d} \!E_{1}\operatorname {d} \!E_{2}}}}\!\,,}
kar se poenostavi na kvadratno sredino obeh polosi {\displaystyle r_{6}={\sqrt {\frac {a^{2}+b^{2}}{2}}}\!\,}.

### Pravilni mnogokotniki
| {\displaystyle n\!\,} | {\displaystyle R_{n}\!\,}                                    |
| --------------------- | ------------------------------------------------------------ |
| 3                     | {\displaystyle {\frac {\sqrt {3}}{3}}=0,577\,350\ldots \!\,} |
| 4                     | {\displaystyle {\frac {\sqrt {2}}{2}}=0,707\,106\ldots \!\,} |
| 5                     | {\displaystyle 0,850\,650\ldots \!\,}                        |
| 6                     | {\displaystyle 1\!\,}                                        |
| 7                     | {\displaystyle 1,152\,382\ldots \!\,}                        |
| 8                     | {\displaystyle 1,306\,562\ldots \!\,}                        |
| 9                     | {\displaystyle 1,461\,902\ldots \!\,}                        |
| 10                    | {\displaystyle 1,618\,033\ldots \!\,}                        |
| 11                    | {\displaystyle 1,774\,732\ldots \!\,}                        |

Polmer {\displaystyle r_{n}\!\,} pravilnega mnogokotnika z {\displaystyle n\!\,} stranicami dolžine {\displaystyle s_{n}\!\,} je podan z {\displaystyle r_{n}=R_{n}s_{n}\!\,}, kjer je:
{\displaystyle R_{n}={\frac {1}{2\sin \displaystyle {\frac {\pi }{n}}}}\!\,.}
Vrednosti {\displaystyle R_{n}\!\,} za majhne vrednosti {\displaystyle n\!\,} so podane v razpredelnici. Če je {\displaystyle s=1\!\,}, so te vrednosti tudi polmeri ustreznih pravilnih mnogokotnikov.
Z dolžinami apotem {\displaystyle r_{{\rm {a}},n}\!\,} so polmeri enaki:
{\displaystyle r_{n}={\frac {r_{{\rm {a}},n}}{\cos \displaystyle {\frac {\pi }{n}}}}\!\,.}

### Elipsoid
Za elipsoid s polosmi {\displaystyle a\geqslant b\geqslant c\!\,} se lahko definira več pojmov polmera.

#### Povprečni polmer
Povprečni polmer elipsoida je enak aritmetični sredini vseh njegovih treh polosi:
{\displaystyle r_{1}={\frac {a+b+c}{3}}\!\,.}

#### Volumetrični polmer
Volumetrični polmer elipsoida je enak polmeru navidezne krogle s prostornino, enako prostornini obravnavanega elipsoida. Je enak geometrični sredini vseh njegovih treh polosi:
{\displaystyle r_{2}={\sqrt[{3}]{abc}}\!\,.}

#### Avtalni polmer
Avtalni polmer (enakopovršinski polmer) elipsoida je enak polmeru navidezne krogle s površino, enako površini obravnavanega elipsoida {\displaystyle P\!\,}:
{\displaystyle r_{3}={\sqrt {\frac {P}{\pi }}}\!\,.}
V primeru podolgovatega sferoida (vrtenje elipse okrog glavne osi) je polmer na primer enak:
{\displaystyle r_{3}={\sqrt {{\frac {b^{2}}{2}}+{\frac {ab}{2}}{\frac {\arcsin e}{e}}}}\!\,.}

### Hiperkocke
Polmer {\displaystyle d\!\,}-razsežne hiperkocke ({\displaystyle d\!\,}-kocke) z dolžino stranice {\displaystyle s_{d}\!\,} je:
{\displaystyle r_{d}={\frac {s_{d}}{2}}{\sqrt {d}}\!\,.}

## Raba v koordinatnih sistemih

### Polarni koordinati
Polarni koordinatni sistem {\displaystyle (r,\phi )\!\,} je dvorazsežni koordinatni sistem, v katerem je vsaka točka na ravnini določena z razdaljo od fiksne točke in kotom od fiksne smeri.
Fiksna točka (analogna izhodišču kartezičnega koordinatnega sistema) se imenuje pol, žarek iz pola v fiksni smeri pa je polarna os. Razdalja od pola se imenuje radialna koordinata ali radij, kot pa kotna koordinata, polarni kot ali azimut.

### Cilindrične koordinate
V cilindričnem koordinatnem sistemu {\displaystyle (r,\phi ,z)\!\,} sta izbrana referenčna os in izbrana referenčna ravnina, pravokotna na to os. Izhodišče sistema je točka, kjer so lahko vse tri koordinate podane kot nič. To je presečišče med referenčno ravnino in osjo.
Os se različno imenuje cilindrična ali vzdolžna os, da se jo loči od polarne osi – žarka, ki leži v referenčni ravnini in se začne pri izhodišču in kaže v referenčni smeri.
Razdalja od osi se imenuje radialna razdalja ali radij, medtem ko se kotna koordinata včasih imenuje kotna lega ali azimut. Radij in azimut se skupaj imenujeta polarni koordinati, saj ustrezata dvorazsežnemu  polarnemu koordinatnemu sistemu v ravnini skozi točko, ki je vzporedna z referenčno ravnino. Tretja koordinata se imenuje višina ali altituda (če je referenčna ravnina vodoravna), vzdolžna lega ali osna lega.

### Sferne koordinate
V sfernem koordinatnem sistemu {\displaystyle (r,\theta ,\phi )\!\,} radij {\displaystyle r\!\,} opisuje razdaljo točke od fiksnega koordinatnega izhodišča. Njegovo lego opredeljuje polarni kot, izmerjen med radialno smerjo in fiksno smerjo zenita, in azimutni kot, kot med pravokotno projekcijo radialne smeri na referenčno ravnino, ki poteka skozi koordinatno izhodišče in je pravokotna na zenit in fiksno referenčno smer v tej ravnini.